# Vila Franca do Deão
Vila Franca do Deão é uma povoação portuguesa sede da Freguesia de Vila Franca do Deão do Município da Guarda, freguesia com 12,99 km² de área e 134 habitantes (censo de 2021), tendo, por isso, uma densidade populacional de 10,3 hab./km².
Faz fronteira a noroeste com o Município de Pinhel, a norte com a Freguesia de Avelãs da Ribeira, a leste com a Freguesia de Codesseiro, a sul com a povoação de Rocamondo e a oeste com o Município de Celorico da Beira.
A esta freguesia pertencem os lugares de: 
- Trajinha
- Vila Franca do Deão

## Demografia
A população registada nos censos foi:
| Distribuição da População por Grupos Etários | Distribuição da População por Grupos Etários | Distribuição da População por Grupos Etários | Distribuição da População por Grupos Etários | Distribuição da População por Grupos Etários |
| -------------------------------------------- | -------------------------------------------- | -------------------------------------------- | -------------------------------------------- | -------------------------------------------- |
| Ano                                          | 0-14 Anos                                    | 15-24 Anos                                   | 25-64 Anos                                   | > 65 Anos                                    |
| 2001                                         | 17                                           | 12                                           | 79                                           | 51                                           |
| 2011                                         | 15                                           | 11                                           | 72                                           | 55                                           |
| 2021                                         | 13                                           | 13                                           | 71                                           | 37                                           |

## Património
- Cruzeiro
- Igreja Matriz
- Capela de Santo António
- Calvário
- Fonte do Mergulho
- Paisagem do Sítio da Portela